# Clifton Maybank
Clifton Maybank est une paroisse civile et un village du Dorset, en Angleterre.